# Hell in a Cell

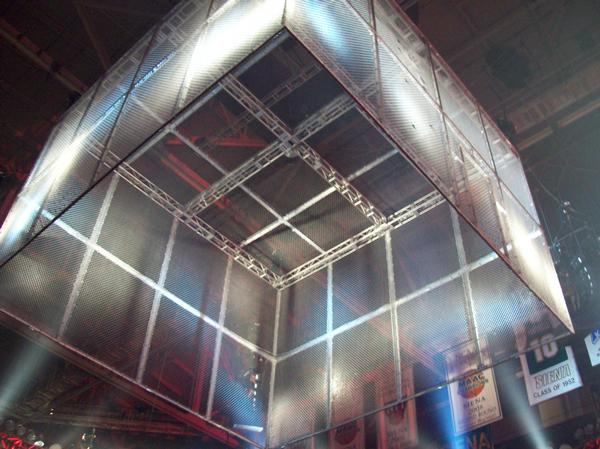
Structura cuștii folosită în cadrul meciurilor Hell in a Cell

Hell in a Cell este un meci care poate fi văzut în cadrul companiei de wrestling profesionist World Wrestling Entertainment. Prima dată a fost disputat pe 5 octombrie 1997, în Saint Louis, în cadrul pay-per-view-ului Bad Blood.

## Structură
Cușca pătrată cu acoperiș este formată din 48 de panouri de sârmă. Inițial, avea o înălțime de 5,3 metri și o greutate de 2 tone, urmând sa fie înlocuită de versiunea ei amplificată, de 6,7 metri și o greutate de 5 tone. Aceasta înconjoară întreg ringul și încă o suprafață de un metru din jurul ringului.

## Reguli
Meciul poate fi disputat unu la unu sau pe echipe. Nu există reguli, fapt care permite wrestlerilor să folosească orice armă de sub ring. Meciul poate fi câștigat prin pinfall sau submission.

## Variante
Hell in a Cell  Match este varianta originală, în care ringul este înconjurat de o singură  cușcă.
Kennel  form Hell Match este o variație a  meciului Hell in a Cell concepută de  wrestlerul Al Snow, în care ringul este îngrădit de două cuști metalice. Cea din interior  este identică cu cea dintr-un Steel  Cage Match, iar cealaltă este asemănătoare cu cea dintr-un meci Hell in a Cell,  doar că este înaltă de 5.3 metri, iar în spațiul dintre cuști sunt plasați doi câini. Câștigătorul este wrestlerul care reușește să iasă  primul din cele două cuști. Până în prezent s-a disputat un  singur meci de acest tip, acest lucru datorându-se în mare parte faptului că primul meci s-a dovedit a fi un dezastru total, nefiind pe gustul publicului.

## Istoria meciului
| #  | Competitori                                                                          | Meciul                                                                           | Eveniment            | Dată și Locație                           | Durată |
| -- | ------------------------------------------------------------------------------------ | -------------------------------------------------------------------------------- | -------------------- | ----------------------------------------- | ------ |
| 1  | Shawn Michaels vs. The Undertaker                                                    | Hell in a Cell                                                                   | Bad Blood            | 5 octombrie 1997 Saint Louis MO           | 29:56  |
| 2  | The Undertaker și Steve Austin vs. Mankind și Kane                                   | Tag Team Hell in a Cell                                                          | RAW                  | 15 iunie 1998 San Antonio TX              | 10:38  |
| 3  | The Undertaker vs. Mankind                                                           | Hell in a Cell                                                                   | King of the Ring     | 28 iunie 1998 Pittsburgh PA               | 16:00  |
| 4  | Mankind vs. Kane                                                                     | Hell in a Cell                                                                   | RAW                  | 24 august 1998 Philadelphia PA            | 7:41   |
| 5  | The Undertaker vs. The Big Boss Man                                                  | Hell in a Cell                                                                   | WrestleMania XV      | 28 martie 1999 Philadelphia PA            | 9:48   |
| 6  | Triple H vs. Cactus Jack                                                             | Hell in a Cell pentru WWF Championship                                           | No Way Out           | 27 februarie 2000 Hartford CT             | 23:59  |
| 7  | Kurt Angle vs. The Undertaker vs. Triple H vs. Steve Austin vs. Rikishi vs. The Rock | Six Man Hell in a Cell pentru WWF Championship                                   | Armageddon           | 10 decembrie 2000 Birmingham AL           | 32:14  |
| 8  | Triple H vs. Chris Jericho                                                           | Hell in a Cell                                                                   | Judgment Day         | 19 mai 2002 Nashville TN                  | 24:31  |
| 9  | Brock Lesnar vs. The Undertaker                                                      | Hell in a Cell pentru WWE Championship                                           | No Mercy             | 20 octombrie 2002 Little Rock AR          | 27:18  |
| 10 | Triple H vs. Kevin Nash                                                              | Hell in a Cell pentru World Heavyweight Championship                             | Bad Blood            | 15 iunie 2003 Houston TX                  | 21:01  |
| 11 | Triple H vs. Shawn Michaels                                                          | Hell in a Cell                                                                   | Bad Blood            | 13 iunie 2004 Columbus OH                 | 47:26  |
| 12 | Batista vs. Triple H                                                                 | Hell in a Cell pentru World Heavyweight Championship                             | Vengeance            | 26 iunie 2005 Las Vegas NV                | 26:54  |
| 13 | The Undertaker vs. Randy Orton                                                       | Hell in a Cell                                                                   | Armageddon           | 18 decembrie 2005 Providence RI           | 30:31  |
| 14 | D-Generation X vs. Vince McMahon, Shane McMahon și The Big Show                      | 2 on 3 Handicap Hell in a Cell                                                   | Unforgiven           | 17 septembrie 2006 Toronto ON             | 25:04  |
| 15 | Batista vs. The Undertaker                                                           | Hell in a Cell pentru World Heavyweight Championship                             | Survivor Series      | 18 noiembrie 2007 Miami FL                | 21:25  |
| 16 | The Undertaker vs. Edge                                                              | Hell in a Cell                                                                   | SummerSlam           | 17 august 2008 Indianapolis IN            | 26:43  |
| 17 | The Undertaker vs. CM Punk                                                           | Hell in a Cell pentru World Heavyweight Championship                             | WWE Hell in a Cell   | 4 octombrie 2009 Newark NJ                | 10:24  |
| 18 | Randy Orton vs. John Cena                                                            | Hell in a Cell pentru WWE Championship                                           | WWE Hell in a Cell   | 4 octombrie 2009 Newark NJ                | 21:24  |
| 19 | D-Generation X vs. The Legacy                                                        | Tornado Tag Team Hell in a Cell                                                  | WWE Hell in a Cell   | 4 octombrie 2009 Newark NJ                | 18:17  |
| 20 | Randy Orton vs. Sheamus                                                              | Hell in a Cell pentru WWE Championship                                           | WWE Hell in a Cell   | 3 octombrie 2010 Dallas, Texas            | 22:51  |
| 21 | Kane vs. The Undertaker                                                              | Hell in a Cell pentru World Heavyweight Championship                             | WWE Hell in a Cell   | 3 octombrie 2010 Dallas, Texas            | 21:38  |
| 22 | John Cena vs. Alberto del Rio vs. CM Punk vs. Dolph Ziggler vs. Jack Swagger         | Five-Man Hell in a Cell pentru WWE Championship                                  | WWE Raw (Dark Match) | 26 septembrie 2011 Kansas City, Missouri  | 5:01   |
| 23 | Mark Henry vs. Randy Orton                                                           | Hell in a Cell pentru World Heavyweight Championship                             | WWE Hell in a Cell   | 2 octombrie 2011 New Orleans, Louisiana   | 15:54  |
| 24 | Alberto del Rio vs. John Cena vs. CM Punk                                            | Triple Threat Hell in a Cell pentru WWE Championship                             | WWE Hell in a Cell   | 2 octombrie 2011 New Orleans, Louisiana   | 24:07  |
| 25 | The Undertaker vs. Triple H                                                          | Hell in a Cell cu Shawn Michaels arbitru special                                 | WrestleMania XXVIII  | 1 aprilie 2012 Miami Gardens, Florida     | 30:52  |
| 26 | CM Punk vs. Ryback                                                                   | Hell in a Cell pentru WWE Championship                                           | WWE Hell in a Cell   | 28 octombrie 2012 Atlanta, Georgia        | 11:22  |
| 27 | CM Punk vs. Ryback & Paul Heyman                                                     | 2-on-1 Handicap Hell in a Cell                                                   | WWE Hell in a Cell   | 27 octombrie 2013 Miami, Florida          | 13:48  |
| 28 | Randy Orton vs. Daniel Bryan                                                         | Hell in a Cell pentru WWE Championship cu Shawn Michaels arbitru special         | WWE Hell in a Cell   | 27 octombrie 2013 Miami, Florida          | 22:07  |
| 29 | John Cena vs. Randy Orton                                                            | Hell in a Cell pentru a deveni candidat #1 la WWE World Heavyweight Championship | WWE Hell in a Cell   | 26 octombrie 2014 Dallas, Texas           | 25:52  |
| 30 | Seth Rollins vs. Dean Ambrose                                                        | Hell in a Cell                                                                   | WWE Hell in a Cell   | 26 octombrie 2014 Dallas, Texas           | 14:00  |
| 31 | Roman Reigns vs. Bray Wyatt                                                          | Hell in a Cell                                                                   | WWE Hell in a Cell   | 25 octombrie 2015 Los Angeles, California | 23:08  |
| 32 | Brock Lesnar vs. The Undertaker                                                      | Hell in a Cell                                                                   | WWE Hell in a Cell   | 25 octombrie 2015 Los Angeles, California | 18:10  |
| 33 | The Undertaker vs. Shane McMahon                                                     | Hell in a Cell                                                                   | WrestleMania 32      | 3 aprilie 2016 Arlington, Texas           | 30:08  |
| 34 | Roman Reigns vs. Rusev                                                               | Hell in a Cell pentru WWE United States Championship                             | WWE Hell in a Cell   | 30 octombrie 2016 Boston, Massachusetts   | 24:35  |
| 35 | Kevin Owens vs. Seth Rollins                                                         | Hell in a Cell pentru WWE Universal Championship                                 | WWE Hell in a Cell   | 30 octombrie 2016 Boston, Massachusetts   | 23:15  |
| 36 | Charlotte Flair vs. Sasha Banks                                                      | Hell in a Cell pentru WWE Raw Women's Championship                               | WWE Hell in a Cell   | 30 octombrie 2016 Boston, Massachusetts   | 22:25  |
| 37 | The Usos vs. The New Day                                                             | Tornado Tag Team Hell in a Cell pentru WWE SmackDown Tag Team Championship       | WWE Hell in a Cell   | 8 octombrie 2017 Detroit, Michigan        | 22:00  |
| 38 | Kevin Owens vs. Shane McMahon                                                        | Falls Count Anywhere Hell in a Cell                                              | WWE Hell in a Cell   | 8 octombrie 2017 Detroit, Michigan        | 39:00  |

1. La prima ediție Triple H a intervenit în meci, astfel Shawn Michaels a câștigat acest meci.
2. A doua și a patra ediție nu au fost de fapt meciuri deoarece competitorii au început să se bată înainte de a se bate gongul, ieșind astfel o bătaie în toată regula, care a fost pe placul publicului.
3. La a șaptea ediție Cactus Jack a pierdut meciul, ca urmare a trebuit sa se retragă din WWF și tot acum a fost prima oară în istoria wrestlingului profesionist când a fost rupt ringul.
4. La a unsprezecea ediție Mick Foley a fost arbitru special.
5. La a cincisprezecea ediție s-a folosit pentru prima dată noua cușcă care era mai mare și mai grea.
6. La a șaptesprezecea ediție a fost pentru a treia oară în istoria wrestlingului profesionist când a fost rupt ringul.
7. La a optsprezecea ediție s-a schimbat campionul pentru prima dată într-un meci Hell in a Cell.
8. Primii competitori menționați sunt câștigătorii meciurilor.

## Lista participanților
| Superstar               | Victorii | Apariții |
| ----------------------- | -------- | -------- |
| The Undertaker          | 8        | 14       |
| Triple H                | 6        | 9        |
| Shawn Michaels          | 3        | 4        |
| Randy Orton             | 3        | 6        |
| Batista                 | 2        | 2        |
| Brock Lesnar            | 2        | 2        |
| Roman Reigns            | 2        | 2        |
| Kevin Owens             | 2        | 2        |
| John Cena               | 2        | 4        |
| CM Punk                 | 2        | 5        |
| Kurt Angle              | 1        | 1        |
| Mark Henry              | 1        | 1        |
| Jey Uso                 | 1        | 1        |
| Jimmy Uso               | 1        | 1        |
| Stone Cold Steve Austin | 1        | 2        |
| Alberto Del Rio         | 1        | 2        |
| Seth Rollins            | 1        | 2        |
| Kane                    | 1        | 3        |
| Big Boss Man            | 0        | 1        |
| Rikishi                 | 0        | 1        |
| The Rock                | 0        | 1        |
| Chris Jericho           | 0        | 1        |
| Kevin Nash              | 0        | 1        |
| Mr. McMahon             | 0        | 1        |
| Big Show                | 0        | 1        |
| Edge                    | 0        | 1        |
| Cody Rhodes             | 0        | 1        |
| Ted DiBiase             | 0        | 1        |
| Sheamus                 | 0        | 1        |
| Dolph Ziggler           | 0        | 1        |
| Jack Swagger            | 0        | 1        |
| Paul Heyman             | 0        | 1        |
| Daniel Bryan            | 0        | 1        |
| Dean Ambrose            | 0        | 1        |
| Bray Wyatt              | 0        | 1        |
| Rusev                   | 0        | 1        |
| Big E                   | 0        | 1        |
| Xavier Woods            | 0        | 1        |
| Ryback                  | 0        | 2        |
| Shane McMahon           | 0        | 3        |
| Mick Foley              | 0        | 4        |